# Aleksander Komor
Aleksander Komor (ur. 24 czerwca 1994 w Lublinie) – polski piłkarz grający na pozycji środkowego obrońcy w polskim klubie Ruch Chorzów.

## Kariera klubowa

### Podbeskidzie Bielsko-Biała
9 lipca 2018 roku Komor dołączył do występującego w polskiej I lidze klubu Podbeskidzie Bielsko-Biała.

## Wyróżnienia
Motor Lublin
- III liga 2015/16
  - Udział w barażach o awans do II ligi przed sezonem 2016/17[3]